# Mafiánovi
Mafiánovi (ve francouzském originále Malavita, v anglické verzi The Family) je francouzský kriminální film z roku 2013. Režisérem filmu je Luc Besson. Hlavní role ve filmu ztvárnili Robert De Niro, Michelle Pfeifferová, Dianna Agronová, John D'Leo a Tommy Lee Jones.

## Obsazení
| Robert De Niro       | Fred Blake/Giovanni Manzoni |
| Michelle Pfeifferová | Maggie Blake/Maggie Manzoni |
| Dianna Agronová      | Belle Blake/Belle Manzoni   |
| John D'Leo           | Warren Blake/Warren Manzoni |
| Tommy Lee Jones      | Robert Stansfield           |
| Jimmy Palumbo        | Di Cicco                    |
| Domenick Lombardozzi | Caputo                      |
| Stan Carp            | Don Luchese                 |